# ツァジン
ツァジン（ボスニア語:Cazin)はボスニア・ヘルツェゴビナ北西部・ウナ＝サナ県にある都市及び基礎自治体で、クロアチア国境に近い。ツァジンはビハチ、ヴェリカ・クラドゥシャを結ぶ幹線道路が経由している。

## 歴史
ツァジンには歴史的な場所が多くありその多くは、14世紀にまでさかのぼる。また、先史時代の考古学的な発見もあり、古くから人が住む場所である。オストロジャツ城(Ostrožac)とラデティナ(Radetina)の塔はツァジン郊外に位置している。ボスニア・ヘルツェゴビナ紛争時には、ボシュニャク勢力によって都市の防衛に成功している。

## 経済
ツァジンの主要な産業は農業と畜産業で、野菜果物の栽培の他、生乳の産地である。内戦時には経済的に大きなダメージを蒙った。現在では、医療用機器などの生産などの工業の拡大や、食肉加工や取引に力を入れている。西ヨーロッパ諸国からの投資によって、雇用の機会も多くなっているが現在でも7,000人以上の市民が失業している。

## 人口動態

### 現在
今日ツァジンでは62,000人の人口を数え、ボシュニャク人がほとんどを占めている。

### 1991年
総人口63,409人
- ボシュニャック人 - 98.29% 61,693人
- セルビア人 - 0.22% 778人
- クロアチア人 - 0.21% 139人
- ユーゴスラビア人 - 0.67% 430人
- その他 - 0.58% 369人

### 1981年
総人口57,110人
- ボシュニャック人 -　97.00% 55,401人
- セルビア人 - 1.44% 826人
- クロアチア人 - 0.21% 122人
- ユーゴスラビア人 - 0.92% 529人
- その他 - 0.40% 232人

### 1971年
総人口57,110人
- ボシュニャック人 -　98.50% 43,880人
- セルビア人 - 0.63% 1,196人
- クロアチア人 - 0.38% 175人
- ユーゴスラビア人 - 0.11% 51人
- その他 - 0.40% 1666人